# Langelsheim
Langelsheim é uma cidade do norte da Alemanha localizada no distrito de Goslar, estado de Baixa Saxônia. O bairro Lautenthal tem uma Praça do Mercado pintoresca.
É a cidade onde nasceu o egiptólogo e teórico da cultura Jan Assmann.